# 夢洲
夢洲（ゆめしま）は、大阪府大阪市此花区にある人工島。

## 概要
面積は約390haであり、島内には町丁として夢洲中、および夢洲東が設置されている。大阪市の最西端となっており、大阪北港の一画を占める。南東には咲洲、北東には舞洲がある。現在島の南西部に新島地区を建設中で、これが竣工すると大阪市の最西端はそちらへ移ることになる。
2025年日本国際博覧会の開催地である。島内北部では、統合型リゾートである大阪IRが2030年度の完成を目処に建設が進められており、島内中央部では、2025年（令和7年）1月19日にOsaka Metro中央線夢洲駅が開業するなど、大阪の新たな国際観光・国際交流拠点として整備が進められている。

## 歴史
1977年（昭和52年）、大阪市は埋立免許を取得し、廃棄物処分地の整備に着手。当時大阪市では大阪湾の浚渫土や公共工事で生じる建設残土、一般ゴミなどの処分場の不足が課題となっており、北港処分地南地区を整備し廃棄物の最終処分場として埋め立てを始めた。1991年（平成3年）には公募で「夢洲」と名付けられ、土地造成事業を開始。
夢洲の名は、藤原敏行作の和歌「住江の岸による波よるさへや夢の通ひ路人めよくらむ」に由来する。
埋め立て後の跡地利用については市は1988年（昭和63年）に人工島3地区の湾岸開発を進め、夢洲は6万人が居住する新都心とするなどとした「テクノポート大阪」計画を発表したが、その後のバブル崩壊で計画は頓挫。1990年代には2008年（平成20年）の夏季オリンピックを舞洲に誘致し、夢洲には選手村を整備するとした大阪オリンピック構想が進められたが、2001年（平成13年）のIOC総会で北京に敗れた。2008年にはテクノポート計画が正式に白紙撤回された。
2002年（平成14年）には夢舞大橋が開通し、同年より夢洲コンテナ埠頭が供用開始。2009年（平成21年）には夢咲トンネル（道路部）が開通した。島の東側は物流施設が整備され、水深15mの高規格コンテナターミナルが2つあるが、全体的には広大な空き地が広がり、利用が宙に浮いた状態となっていた。これらの経緯から夢洲は「負の遺産」と呼ばれることもある。
他方、夢洲を「負の遺産」と表現することには否定的な意見もある。夢洲には埋め立て造成費用などで2800億円超の公費が投じられたが、人口に比べて面積が狭い大阪市の廃棄物を処理するためには当時必要であり、別の場所に運べば、より多くの処分費用がかかった可能性があるためである。また、市が2016年（平成28年）に公表した湾岸部の長期収支見込みでは夢洲は物流・産業ゾーンとしての活用が想定され、10年間は資金不足とならない試算になっていた。
一方で、2014年（平成26年）4月には大阪維新の会の創設者である橋下徹大阪市長がカジノを含む統合型リゾート (IR) について、夢洲を候補地として誘致活動を推進する方針を示した。この際に橋下は夢洲を「負の遺産」と指摘しており、時を同じくして毎日新聞などのメディアが「負の遺産と呼ばれる」などの表現で夢洲のニュースを伝えることが目立ち始め、定着したとされる。
2016年（平成28年）6月16日には2025年万国博覧会の大阪招致構想の会場候補地を夢洲に一本化することが発表され、万博誘致の成功を含めて、IRとの一体的な開発が行われることになった。
2018年（平成30年）11月23日（日本時間同24日未明）に2025年国際博覧会の開催地が大阪に決定し、夢洲は大阪・関西万博の会場となる。大阪・関西万博の開催期間は、2025年（令和7年）4月13日 - 2025年10月13日が予定されている。万博のテーマは「いのち輝く未来社会のデザイン（英:Designing Future Society for Our Lives）」であり、約2800万人の来場を見込むとした。同年12月には大阪市高速電気軌道（大阪メトロ）が、Osaka Metro中央線を延伸し2024年（令和6年）度を目標に、夢洲駅を新設するとともに、駅近くに総工費1000億円超のタワービルを建設し、2024年の開業を目指すと発表。しかし、2020年（令和2年）7月には新型コロナウイルスの感染拡大によりIRの誘致が遅れる見通しとなったことを受け、タワービルについては規模や時期を再検討することが決まった。
2021年（令和3年）2月12日、大阪市・大阪府は大阪IRの「実施方針案」を修正。新型コロナウイルスの流行や国の手続きの遅れなどを背景に、当初2025年（令和7年）の全面開業の時期を、2020年代後半に遅らせることが正式に発表された。同年9月28日、市はIRについて、MGMリゾーツ・インターナショナルとオリックスの連合体を事業者に選んだと発表した。同年12月にはIRを巡り液状化対策などに市が約790億を負担することが明らかになった。
2025年（令和7年）1月19日、Osaka Metro中央線夢洲駅が開業した。同線コスモスクエア駅より延伸させた形で、此花区にとっては初めての地下鉄駅の設置となった。夢洲駅は、2025年大阪万博および2030年ごろ開業予定のMGM大阪リゾートにおける玄関口となる予定である。
2025年（令和7年）4月13日、大阪・関西万博開幕。
テーマは「いのち輝く未来社会のデザイン」で、
シンボルとなる大屋根リングの内側に海外パビリオン、外側に日本企業等のパビリオンが並ぶ。
総工費は1850億円。
公式キャラクターはミャクミャク。

### 今後の予定
- 2025年（令和7年）10月13日 - 大阪・関西万博閉幕

- 2030年（令和12年）秋ごろ - 大阪IR（MGM大阪リゾート(仮称)）開業予定

## 施設
- 2025年日本国際博覧会（大阪・関西万博）会場
- 大阪灯台
- 夢洲コンテナターミナル

コンテナ荷役はエバーグリーンと東京船舶が行っている。現在、7,000個台のコンテナ船が入港できる水深16mの岸壁を建設中。
- 大阪市環境局北港事務所
- サンオーシャン[22]
- ヨコレイ 夢洲物流センター

## 交通機関

### 鉄道
夢洲駅（Osaka Metro中央線）
地下鉄中央線を延伸するコスモスクエア駅 - 夢洲駅間については、2025年（令和7年）1月19日に開業しており、万博・IRへの交通アクセスとして機能することになる。
また2030年（令和12年）度開業予定のカジノを含む統合型リゾート (IR) へのアクセスとして、JR桜島線もしくは京阪中之島線を夢洲まで延伸する案がある。桜島線延伸が実現すれば、夢洲新駅と大阪駅間は直通約30分で結ばれる計画となっている。そのほか近鉄は、近鉄けいはんな線・Osaka Metro中央線経由で、近鉄特急の夢洲乗り入れを計画するなど、IR開業に向け在阪鉄道各社が乗り入れ計画を練っている。

### 道路
夢洲と舞洲を結ぶ夢舞大橋と、夢洲と咲洲を結ぶ夢咲トンネルがある。万博開催中は、桜島駅や梅田駅・新大阪駅など近畿各地からシャトルバスが運行予定である。
公共交通機関は2024年（令和6年）12月時点で存在しない。以前は北港観光バスの「コスモドリームライン」（コスモスクエア駅 - 舞洲間）が運行されており、夢洲を経由していた。なお、長らく閉鎖されていた夢舞大橋の歩道が2025年（令和7年）1月19日に開放されたため、舞洲側から徒歩・自転車で夢洲に向かうことが可能である。夢咲トンネルは歩行者・自転車通行禁止であるため、咲洲側からは自家用車・タクシー以外でのアクセスは不可能となっている。

## 自然環境
埋立途中にできた池や湿地、砂礫地は多くの野鳥や昆虫の生息場所となっている。環境省のガンカモ調査では、北港南地区の名で登録され、1991年（平成2年）から毎年種ごとの飛来数が記録されている。2019年1月には13種6193個体が記録されている。なかでもホシハジロの記録数は4862個体で、ラムサール条約の登録基準6の基準個体数3000羽を超えている。また、ツクシガモは135羽と記録されており、本州での最多個体数である。
シギ・チドリ調査では、2018年（平成30年）の春には30種979個体、秋には37種564個体が記録されている。2021年にはセイタカシギの繁殖が確認された。砂礫地ではコアジサシやシロチドリが繁殖する。
塩生湿地があり、大阪府レッドデータリストで「絶滅」と判定されたカワツルモが再発見された。
こうした豊かな生物相のため、大阪府レッドリスト2014では、夢洲を生物多様性ホットスポットのAランクとしている。

## 周辺地区
- 阪神工業地帯
- 舞洲スポーツアイランド